# Milton (Wisconsin)
Milton ist eine Stadt (mit dem Status „City“) im Rock County im US-amerikanischen Bundesstaat Wisconsin. Im Jahr 2010 hatte Milton 5546 Einwohner.

## Geografie
Milton liegt im Süden Wisconsins. Der am Mississippi gelegene Schnittpunkt der drei Bundesstaaten Wisconsin, Iowa und Illinois liegt 166 km westsüdwestlich.
Die geografischen Koordinaten von Milton sind 42°46′32″ nördlicher Breite und 88°56′38″ westlicher Länge. Das Stadtgebiet erstreckt sich über eine Fläche von 9,17 km².
Nachbarorte von Milton sind Koshkonong (9,2 km nordnordöstlich), Whitewater (21,1 km ostnordöstlich), Avalon (22,1 km ostsüdöstlich), Janesville (13,6 km südwestlich), Fulton (16,3 km westnordwestlich), Newville (10,7 km nordwestlich), Edgerton (15,4 km in der gleichen Richtung) und Charlie Bluff (9,8 km nordnordwestlich).
Die nächstgelegenen Großstädte sind Wisconsins Hauptstadt Madison (58,5 km nordwestlich), Milwaukee (106 km ostnordöstlich), Chicago (169 km südöstlich) und Rockford (65,6 km südsüdwestlich).

## Verkehr
Etwa zwei Kilometer westlich der Stadtgrenze von Milton verlaufen in Nord-Süd-Richtung auf einem gemeinsamen Streckenabschnitt die Interstate Highways 39 und 90. Im Stadtgebiet von Milton kreuzen die Wisconsin State Highways 26 und 59. Alle weiteren Straßen sind untergeordnete Landstraßen, teils unbefestigte Fahrwege sowie innerörtliche Verbindungsstraßen.
In Milton treffen zwei Eisenbahnstrecken der Wisconsin and Southern Railroad (WSOR) zusammen, einer regionalen (Class II) Frachtverkehrsgesellschaft.
Mit dem Southern Wisconsin Regional Airport in Janesville liegt 27,6 km südsüdwestlich ein kleiner Flughafen. Die nächsten Verkehrsflughäfen sind der Dane County Regional Airport in Madison (61,4 km nordwestlich) und der Chicago Rockford International Airport (72,8 km südsüdwestlich).

## Bevölkerung
Nach der Volkszählung im Jahr 2010 lebten in Milton 5546 Menschen in 2231 Haushalten. Die Bevölkerungsdichte betrug 604,8 Einwohner pro Quadratkilometer. In den 2231 Haushalten lebten statistisch je 2,48 Personen.
Ethnisch betrachtet setzte sich die Bevölkerung zusammen aus 96,0 Prozent Weißen, 0,5 Prozent Afroamerikanern, 0,2 Prozent amerikanischen Ureinwohnern, 1,0 Prozent Asiaten sowie 1,1 Prozent aus anderen ethnischen Gruppen; 1,1 Prozent stammten von zwei oder mehr Ethnien ab. Unabhängig von der ethnischen Zugehörigkeit waren 2,4 Prozent der Bevölkerung spanischer oder lateinamerikanischer Abstammung.
26,3 Prozent der Bevölkerung waren unter 18 Jahre alt, 61,2 Prozent waren zwischen 18 und 64 und 12,5 Prozent waren 65 Jahre oder älter. 50,9 Prozent der Bevölkerung war weiblich.
Das mittlere jährliche Einkommen eines Haushalts lag bei 55.179 USD. Das Pro-Kopf-Einkommen betrug 26.005 USD. 6,0 Prozent der Einwohner lebten unterhalb der Armutsgrenze.

## Bekannte Bewohner
- Hartley H. T. Jackson (1881–1976) – Mammaloge
- Albert Whitford (1905–2002) – Astronom – geboren und aufgewachsen in Milton